# 358e régiment d'infanterie (France)
Le 358e régiment d'infanterie (358e RI) est un régiment d'infanterie de l'Armée de terre française constitué en 1914 avec les bataillons de réserve du 158e régiment d'infanterie.
À la mobilisation, chaque régiment d'active créé un régiment de réserve dont le numéro est le sien plus 200.

## Création et différentes dénominations
- Août 1914 : 358e régiment d’infanterie

## Chefs de corps
Lieutenant-colonel Jean Arthur CULLARD (issu du 158e RI)
- capitaine adjoint : capitaine BENOIT (issu du 158e RI)
- officier d'approvisionnement : lieutenant CHRETIEN
- officier payeur : lieutenant DISDIER
- officier porte-drapeau : sous-lieutenant BONNET
- officier téléphoniste : sous-lieutenant BILLAUD
  - 5e bataillon : commandant CHANSON
- capitaines CHAMARD-BOUDET (17e compagnie)/ MARTELET (18e compagnie)/ GUELFUCCI (19e compagnie)/ BIZOT (20e compagnie) tous issus du 158e actif sauf le capitaine MARTELET venant des officiers en retraite et encore à la disposition du ministre.
  - 6e bataillon : commandant PREVOST
- capitaines DESMAZES (21e compagnie)/ PETITAIN (22e compagnie)/ COLAS (23e compagnie)/ BERNARD (24e compagnie). Tous ces officiers viennent du 158e actif sauf le commandant PREVOST qui vient de la coloniale

## Historique des garnisons, combats et batailles du358eRI

### Première Guerre mondiale

#### Affectations
- 71e division d'infanterie d'août 1914 à novembre 1918

#### 1914
Du 2 au 5 août : formation.
Le régiment est formé à Lyon (caserne du fort Lamothe). Il n'existait encore que sur le papier, devant n'être rassemblé pour la première fois qu'à l'occasion des manœuvres de forteresses d'Épinal, en septembre suivant. Les officiers supérieurs et capitaines viennent du 158e actif, caserné à Bruyères (Vosges). Les cadres subalternes (lieutenants et sous-lieutenants) et la troupe (sauf un adjudant, un sergent major, un fourrier, et deux sergents par compagnie venant du 158e actif) sont formés d'éléments disparates prélevés à la hâte sur les réservistes des 157e, 158e, 159e régiments d'infanterie. Du 5 au 13 août 1914 : séjour à Épinal. Le 5 au matin le régiment s'embarque à la gare de la Part-Dieu, à destination d'Épinal, où il arrive le 6 au matin. Il y achève son organisation et y exécute quelques manœuvres destinées à lui donner l'homogénéité qui lui manque.
Il est endivisionné et fait partie de la 71e division (général Kaufmant) ainsi constituée : 141e brigade : 349e, 358e, 370e RI (colonel Keller) // 142e brigade : 217e, 221e, 309e RI // La 71e division d'infanterie, dite indépendante, n'appartient à aucun corps d'armée et est à la disposition du général Dubail, commandant la 1re armée.[à recycler]
Col de Sainte-Marie-Wissembach (22-24 août)
Fréménil, Lorraine

#### 1917
Bataille de la Somme

## Galerie

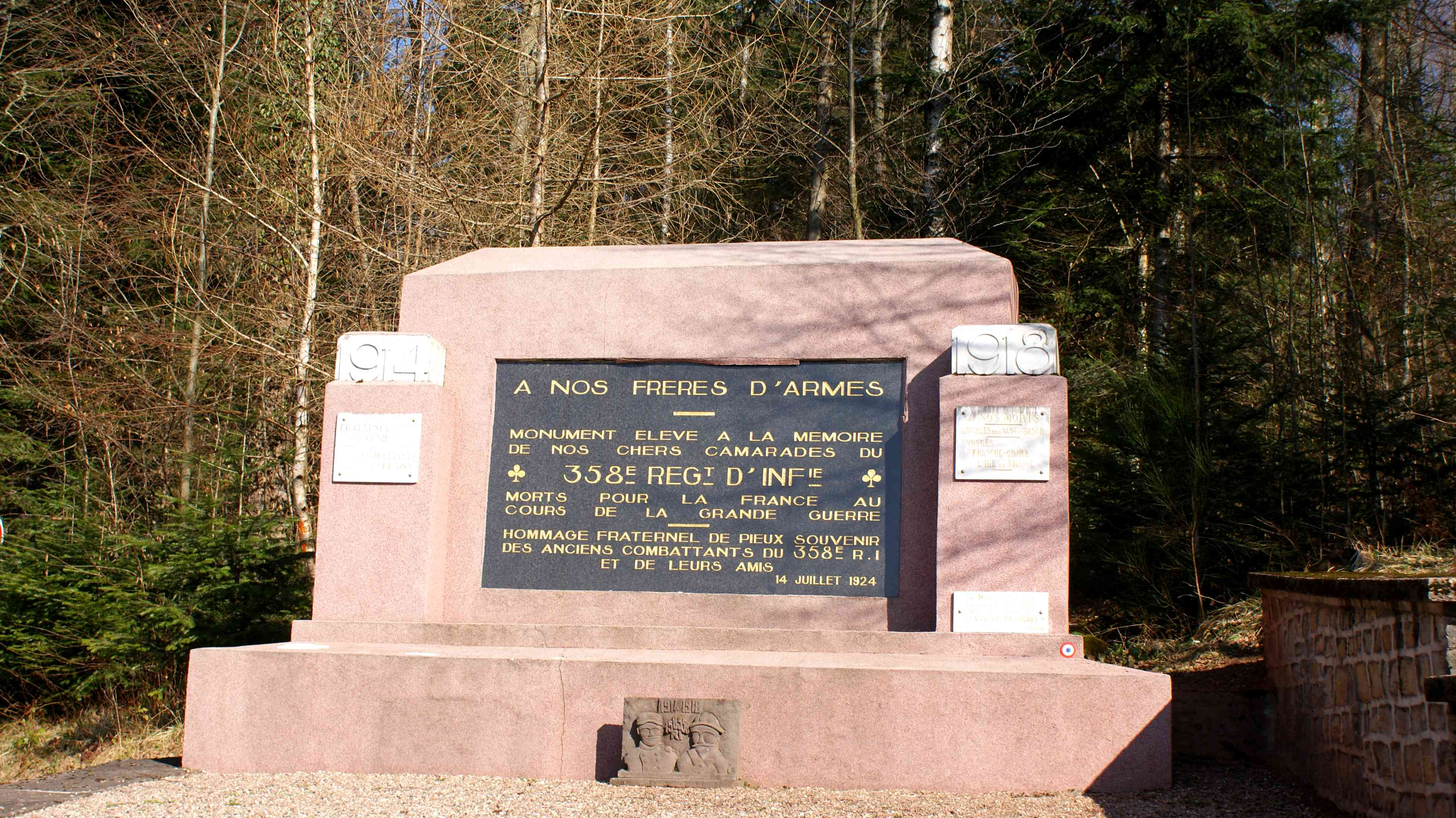
Monument au 358e régiment d'infanterie à Badonviller